# Balacra ehrmanni
Balacra ehrmanni là một loài bướm đêm thuộc phân họ Arctiinae, họ Erebidae.